# رأس راية
رأس راية هي مدينة ساحلية تقع على البحر الأحمر تابعة لمدينة طور سيناء بمحافظة جنوب سيناء بجمهورية مصر العربية ويمتد الشاطئ الرملي بها بطول 30 كيلومتر وتقع بها قلعة رأس راية التي تطل على البحر الأحمر.

## وصلات خارجية
https://hurghadalovers.com/sinai-castle/